# Ontario (Oregon)
Ontario è un centro abitato (City) degli Stati Uniti d'America, situato nella contea di Malheur dello Stato dell'Oregon. La popolazione era di 11 366 abitanti al censimento 2010 e, secondo l'United States Census Bureau, al 1º luglio 2021 era stimata in 11 626 abitanti. La città è la più grande comunità nella regione orientale dell'Oregon, conosciuta anche come Western Treasure Valley.
Ontario è la città principale della Micropolitan statistical area dell'Ontario, OR-ID, che comprende la contea di Malheur nell'Oregon e la contea di Payette nell'Idaho.
La città si trova approssimativamente a metà strada tra Portland e Salt Lake City. È la città più vicina al confine con l'Idaho lungo l'Interstate 84, per questo il suo slogan è "Where Oregon Begins".

## Storia
Ontario fu fondato l'11 giugno 1883 dagli imprenditori William Morfitt, Mary Richardson, Daniel Smith e James Virtue. Nel marzo 1884, Richard Welch avviò un ufficio postale per il distretto di Ontario, così chiamato da James Virtue in onore della provincia canadese dell'Ontario. Due mesi dopo Joseph Morton fece richiesta per un ufficio postale di Morton su un'isola a circa un miglio a sud della città, con Oscar Scott come direttore postale. Sfortunatamente per Morton e Scott, i commercianti Morfitt e Richardson di Malheur City, il cercatore d'oro Virtue e il boscaiolo Smith di Baker City acquistarono più terreni e ottennero migliori finanziamenti. Soprattutto, Morfitt aveva ottenuto un deposito ferroviario per Ontario. Tutti i coloni e gli speculatori sapevano che la ferrovia stava arrivando e quanto sarebbe stata importante per il futuro di Ontario, così Scott chiuse l'ufficio postale di Morton e costruì un hotel nell'attuale Ontario. A dicembre, Scott era il direttore delle poste di Ontario.
La città continuò a crescere con l'arrivo della Oregon Short Line Railroad, verso la fine del 1884, e il servizio di trasporto merci e passeggeri si aggiunse ai servizi offerti dalla città. Poco dopo, il bestiame cominciò ad arrivare dagli allevamenti dell'Oregon orientale al magazzino di Ontario per essere trasbordato sui mercati di tutto il Pacifico nord-occidentale. Ontario divenne uno dei più grandi depositi di bestiame dell'Ovest. Inoltre, la costruzione del Nevada Ditch e di altri canali aiutò la fiorente industria agricola, aggiungendo questi prodotti alle esportazioni di Ontario.
Ontario fu incorporata dall'Assemblea legislativa dell'Oregon l'11 febbraio 1899.
Già città all'epoca della Seconda guerra mondiale, il sindaco dell'epoca Elmo Smith permise ai nippo-americani di stabilirvisi in un momento in cui gran parte della costa occidentale ne sosteneva l'esclusione. Smith dichiarò all'Associated Press: "Se i giapponesi, sia stranieri che nazionali, sono una minaccia per la sicurezza della costa del Pacifico a meno che non vengano spostati nell'entroterra, appare del tutto codardo prendere una posizione diversa da quella di lanciare l'appello: «Mandateli con noi; coopereremo al massimo per prenderci cura di loro». La popolazione della città e della contea circostante, che prima della guerra contava circa 134 abitanti, salì a 1 000 grazie al reclutamento di lavoratori agricoli da parte della contea durante la guerra.

## Geografia fisica
Ontario si trova ad un'altitudine di 660 metri (2150 ft) sopra il livello del mare. Secondo i rilevamenti dello United States Census Bureau, la città si estende su una superficie di 11,6 km² (5,17 mi²).

### Annotazioni
1. ↑  Per la ricerca del dato nel file di testo Gaz_places_national.txt indicato come fonte, utilizzare il Geographic Identifier - fully concatenated geographic code 4154900 relativo a Ontario city OR

### Fonti
1. ↑  (EN) City Hall, Ontario City Council, su ontariooregon.org. URL consultato il 22 aprile 2023.
2. ↑  (EN) US Gazetteer files: 2010, 2000 e 1990, su census.gov, 2 dicembre 2012. URL consultato il 23 aprile 2023.
3. ↑  (EN) QuickFacts Ontario city, Oregon - An official website of the United States government, su census.gov. URL consultato il 21 aprile 2023.
4. ↑  (EN) General and Special Laws and Joint Resolutions and Memorials, su books.google.it, Leeds, W.H., 1899. URL consultato il 22 aprile 2023.
5. ↑  (EN) Robert Kinoshita, Benjamin Tanaka e Augustus "Gus", Resettlement and return to the West Coast, in Silent Scars of Healing Hands,  p. 143.
6. ↑  (EN) United States Census Bureau, U.S. Gazetteer files 2010 (TXT), su census.gov, Department of Commerce. URL consultato il 22 aprile 2023 (archiviato dall'url originale il 25 gennaio 2012).